# Shahrestān-e Lālī
Shahrestān-e Lālī (persiska: شهرستان لالی, لالی) är en delprovins (shahrestan) i Iran.   Den ligger i provinsen Khuzestan, i den centrala delen av landet, 400 km sydväst om huvudstaden Teheran.
Delprovinsen hade 37 963 invånare 2016.